# Communauté d’agglomération Mulhouse Sud-Alsace
Communauté d’agglomération Mulhouse Sud-Alsace (CAMSA) ist die Bezeichnung für eine ehemalige Interessengemeinschaft der Gemeinden im Norden der Agglomeration von Mülhausen. Sie wurde am 1. Januar 2004 ins Leben gerufen und ging am 16. Dezember 2009 in der neu gebildeten Mulhouse Alsace Agglomération auf. 

## Mitgliedsgemeinden
- Berrwiller
- Bollwiller
- Didenheim
- Feldkirch
- Kingersheim
- Lutterbach
- Morschwiller-le-Bas
- Mülhausen
- Pulversheim
- Reiningue
- Richwiller
- Ruelisheim
- Staffelfelden
- Ungersheim
- Wittenheim
- Zillisheim